# El Ballestero
El Ballestero est une commune d'Espagne de la province d'Albacete dans la communauté autonome de Castille-La Manche.

## Administration
| Période                                  | Période | Identité | Étiquette | Qualité |
| ---------------------------------------- | ------- | -------- | --------- | ------- |
|                                          |         |          |           |         |
| Les données manquantes sont à compléter. |         |          |           |         |

## Transports
En 2015, l'association environnementaliste Mountain Wilderness Espagne a demandé à la junte de la Province d'Albacete, la réalisation d'une branche latérale connectant El Ballestero avec la Voie verte d'Albacete. Cette voie, destinée aux cyclistes et piétons, relie Albacete à Alcaraz.